# Allergen
Ein Allergen ist eine Substanz, die über Vermittlung des Immunsystems Überempfindlichkeitsreaktionen (allergische Reaktionen) auslösen kann. Die verschiedenen Überempfindlichkeitsreaktionen (Allergien, Pseudoallergien und Intoleranzen) sind im Artikel Allergie beschrieben. Dieser Artikel beschreibt die Stoffe.
Ein Allergen ist ein Antigen. Allergene haben keine chemischen Gemeinsamkeiten. Deswegen ist es nicht möglich, eine Chemikalie zu entwickeln, die Allergene zerstört. Die meisten Allergene sind Proteine oder Proteinverbindungen. Das Immunsystem allergischer Patienten reagiert mit der Bildung von IgE-Antikörpern auf den Kontakt mit Allergenen. „Pseudoallergene“ sind demgegenüber Stoffe, bei denen das Immunsystem nicht beteiligt ist, wohl aber Mediatoren, wie z. B. die Histamine.
Allergene können nach verschiedenen Gesichtspunkten eingeteilt werden:
- nach der Art des Kontakts mit den Allergenen (z. B. Inhalationsallergene, Nahrungsmittelallergene)
- nach der Allergenquelle (z. B. Allergene aus Tierepithelien[1], Pollenallergene, Bienengiftallergene, Schimmelpilzallergene)
- nach dem Pathomechanismus, durch den die allergische Reaktion ausgelöst wird (z. B. IgE-reaktive Allergene)
- nach der Frequenz ihrer Erkennung durch IgE-Antikörper (Haupt- und Nebenallergene)
- nach ihrer Aminosäure-Sequenz in bestimmte Allergengruppen (z. B. Gruppe-5-Graspollenallergene) oder in bestimmte Proteinfamilien (z. B. Lipocaline, Profiline). Anhand dieser Einteilung sind mögliche Kreuzallergien ablesbar.

## IgE-reaktive Allergene
IgE-reaktive Allergene sind jene Antigene, gegen die sich die fehlgeleitete Immunantwort bei Typ-I-Allergien richtet. Diese Allergene kommen ubiquitär (überall) vor und jeder Mensch kommt auch mit ihnen in Kontakt, und zwar durch Inhalation, Nahrungsaufnahme oder Berührung. Bei gesunden Personen kommt es entweder zu keiner Immunantwort gegen Allergene oder zu einer milden Immunantwort mit der Bildung von Allergen-spezifischen IgG1- und IgG4-Antikörpern. Im Gegensatz dazu kommt es bei Allergikern zu einer Bildung von Allergen-spezifischen IgE-Antikörpern. Diese veränderte Immunantwort wird – vereinfacht dargestellt – einem verschobenen T-Helferzellen Typ 1 – Typ 2 (Th1-Th2)-Gleichgewicht zugeschrieben, mit einer Th2-dominierten Immunantwort bei Allergikern und einer Th1-dominierten Immunantwort bei gesunden Personen.
Allen IgE-reaktiven Allergenen ist gemeinsam, dass sie sehr gut wasserlösliche und eher sehr stabile Proteine oder Glycoproteine sind. Es handelt sich meist um kleine Proteine in der Größe von 5 bis 80 kDa. Sonst sind Allergene von ihrer Struktur, Aminosäure-Sequenz oder biologischen Funktion her, sehr unterschiedlich. Die Frage, „was ein Allergen zu einem Allergen macht“, konnte noch nicht befriedigend geklärt werden. Verschiedene Faktoren, wie z. B. die Art der Allergenaufnahme (z. B. durch Inhalation), die Partikelgröße, die enzymatische Aktivität einiger Allergene und die Tatsache, dass Allergene in ausgesprochen kleinen Mengen aufgenommen werden (nanogramm-Mengen reichen), scheinen einen Einfluss auf die Allergenizität zu haben. Alle Allergene haben gemeinsam, dass sie von dendritischen Zellen aufgenommen werden müssen und eine Differenzierung der dendritischen Zelle in eine Th2-induzierende aktivierte dendritische Zelle induzieren.

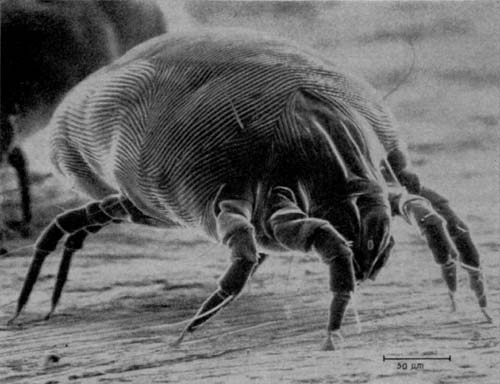
Hausstaubmilbe

IgE-reaktive Allergene kommen in einer Vielzahl von Allergenquellen vor. Eine Allergenquelle kann mehrere verschiedene Allergene freisetzen. So sind für die Hausstaubmilbe Dermatophagoides pteronyssinus mehr als 20 verschiedene Allergene bekannt. Allergiker können gegen nur ein Allergen oder auch gegen mehrere Allergene einer Allergenquelle sensibilisiert sein, also IgE-Antikörper bilden. Unter „Hauptallergenen“ versteht man jene Allergene einer Allergenquelle, gegen die mehr als 50 % der Patienten mit der betreffenden Allergie, IgE-Antikörper bilden. Alle anderen sind „Nebenallergene“.

## Kontaktallergene
Kontaktallergene sind Auslöser von Typ-IV-Allergien. Das typische Krankheitsbild ist das allergische Kontaktekzem, das sich genau an den Körperstellen zeigt, die mit dem betreffenden Allergen in Kontakt kommen. Meist sind das die Hände, das Gesicht, die Unterschenkel oder der Nacken.
Zu den häufigsten Kontaktallergenen gehören Nickel, Thiomersal, Parfum, Cobalt, Formaldehyd, Perubalsam, Kolophonium, Isothiazolinone, Chrom, Thiuramix.
Besonders im beruflichen Umfeld spielen Kontaktallergene eine große Rolle. Berufsgruppen, die häufig betroffen sind, sind Köche, Friseure, Bäcker, Reinigungskräfte, Personal in der Möbelherstellung, in Fleisch und Fisch verarbeitenden Betrieben und in Gärtnereien.
Die EU-Richtlinie 94/27/EG („Nickel Directive“) legt fest, dass Nickel nicht in Schmuck und anderen mit der Haut in Berührung kommenden Produkten enthalten sein darf.
Beispiele für Kontaktallergene:
- tierischen Ursprungs: Seide, Wolle, Wollwachs, Milben
- pflanzlichen Ursprungs: Wiesenpflanzen und Primeln[2]
- chemische Kontaktallergene: Teer, Nickel und Chrom

## Inhalationsallergene oder Aeroallergene

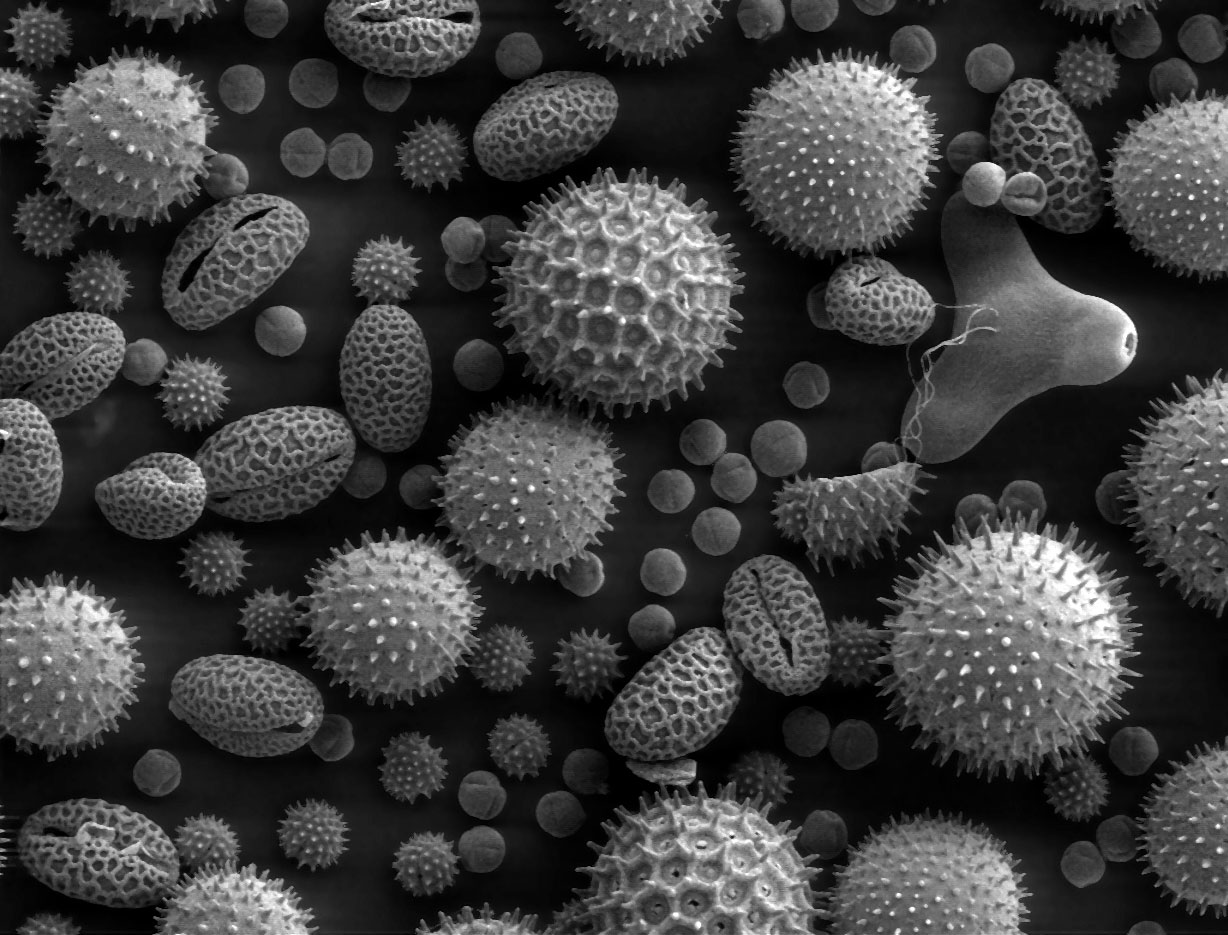
Verschiedene Pollen

Inhalationsallergene oder Aeroallergene werden über die Atmung aufgenommen. Ein typisches Beispiel sind Birkenpollenallergene.
Beispiele für Inhalationsallergene:
- tierischen Ursprungs: aus Tierepithelien freigesetzte Schwebstoffe,[3] Hausstaubmilben
- pflanzlichen Ursprungs: Gräserpollen, Pilzsporen, Mehl, Holzmehl und Holzstaub
- chemischen Ursprungs: Dämpfe von Additiven in Kraft-, Kunst- und Beschichtungsstoffen

## Nahrungsmittelallergene
Nahrungsmittel- und Arzneimittel-Allergene werden durch den Mund in den Körper aufgenommen.
Beispiele für Nahrungsmittel- und Arzneimittel-Allergene:
- tierischer Herkunft: Milchproteine, Eier, Krebse, Fisch und Fleisch, Milbenkäse
- pflanzlicher Herkunft: Erdbeeren, Äpfel, Nüsse, Bohnen
- Arzneimittel: Schmerzmittel und Penicillin

Es ist sehr schwierig und bisher kaum zufriedenstellend gelungen, die Allergie-auslösende Aktivität verschiedener Allergene miteinander zu vergleichen. Methoden zur Allergen-Bewertung wurden in den USA und in Australien entwickelt: Die FDA verwendet für Lebensmittelallergene die Bewertung nach LOAEL (Lowest Observed Adverse Effect Level). Daneben bestehen Schwellenwerte für einige Allergene in ppm (mg Protein pro kg Lebensmittel) gemäß VITAL-Konzept (Voluntary Incidental Trace Allergen Labelling, Australien).
Entsprechend Lebensmittel-Kennzeichnungsverordnung muss die Verwendung bestimmter (häufiger) Allergengruppen als Zutaten in Lebensmitteln deklariert werden.
| Nahrungsmittel                                                               | LOAEL-Bereich (in mg Protein) |
| ---------------------------------------------------------------------------- | ----------------------------- |
| Ei                                                                           | 0,13 bis 1,0                  |
| Erdnuss                                                                      | 0,25 bis 10                   |
| Milch                                                                        | 0,36 bis 3,6                  |
| Nüsse (Macadamia, Cashew, Mandeln, Walnuss, Pistazien, Haselnuss und andere) | 0,02 bis 7,5                  |
| Soja                                                                         | 88 bis 522                    |
| Fisch                                                                        | 1 bis 100                     |

| Lebensmittel | Action Level 1 | Action Level 2 | Action Level 3 |
| ------------ | -------------- | -------------- | -------------- |
| Milch        | <5             | 5–50           | >50            |
| Ei           | <2             | 2–20           | >20            |
| Soja         | <10            | 10–100         | >100           |
| Fisch        | <20            | 20–200         | >200           |
| Erdnuss      | <2             | 2–20           | >20            |
| Haselnuss    | <2             | 2–20           | >20            |
| Sesamsamen   | <2             | 2–20           | >20            |
| Krebstiere   | <2             | 2–20           | >20            |
| Gluten       | <20            | 20–100         | >100           |

Obige Tabellen enthüllen zum einen Widersprüche in der Bewertung des allergenen Potentials verschiedener Lebensmittel, was die Problematik dieser Quantifizierungen belegt. Zum anderen liefern sie aber doch eine Basis, verschiedene Lebensmittel bezüglich ihrer Allergenität miteinander zu vergleichen und eine grobe Rangfolge abschätzen zu können.
Laut einer Studie werden Nahrungsmittelallergene, wie beispielsweise Milchbestandteile, Haselnüsse, Meeresfrüchte, Ovalbumin oder Fischallergene, in vitro durch Simulierung der sauren Magenverdauung mit Pepsin innerhalb von wenigen Minuten komplett verdaut, bei pH-Wert-Anhebung allerdings nicht. Daraus folgerten die Forscherinnen, dass Nahrungsmittelallergieprobleme mit einem erhöhten pH-Milieu des Magens in Zusammenhang stehen könnten. Säuglinge hätten erst am Ende des zweiten Lebensjahres Magensäurewerte wie Erwachsene. Auch Personen mit verminderter Magensäuresekretion oder nach Einnahme von Antazida, Sucralfat, H2-Rezeptor-Blockern oder Protonenpumpeninhibitoren haben erhöhte pH-Werte im Magen.
Diagnostik
Für die Allergiediagnostik in Lebensmitteln kann der ELISA zur direkten, quantitativen Bestimmung des Allergens sowie die PCR zum indirekten Nachweis der DNA des Allergens angewandt werden. In stark prozessierten Lebensmitteln wird häufig auf die PCR zurückgegriffen, da DNA deutlich hitzestabiler ist. In sauren Lebensmitteln, in denen die DNA hydrolysieren kann oder wenn keine Auswirkungen auf Proteine zu erwarten sind, ist der ELISA-Test die Methode der Wahl. Dies gilt insbesondere für den Nachweis von Milch oder Ei, die natürlicherweise wenig DNA und viel Protein enthalten.

## Injektionsallergene
Injektionsallergene gelangen durch Injektionen in den Körper. Dazu gehören auch die Insektengiftallergien, bei denen das Allergen durch Insektenstiche übertragen wird.
Beispiele für Injektionsallergene:
- tierischer Herkunft: Bienengift, Wespengift, Quallengift
- pilzlicher Herkunft: Medikamente wie die Penicilline (aus Pilzkulturen)
- chemischer Herkunft: jodhaltige Kontrastmittel, Novocain und ähnliche Narkosemittel, Konservierungsmittel wie Parabene

## Leitallergene
Leitallergene geben wichtige Hinweise darauf, inwieweit andere Stoffe zu einer allergischen Reaktion führen können. So reagieren Birkenallergiker in 50 % der Fälle im Rahmen einer Kreuzallergie auch auf bestimmte Nahrungsmittel wie Äpfel und Birnen.

## Pseudoallergene
Häufige luftübertragene, nichtallergische Reizstoffe (Pseudoallergene) sind:
- Feinstaub
- Aerosole aus Klebstoffen, Putzmitteln, Sprays (z. B. Insektenspray)
- Parfüm
- Tabakrauch, Kerzen und Räucherkerzen
- Umweltschadstoffe wie Kohlenstoffmonoxid und Ozon

Andere Auslöser allergieähnlicher Beschwerden:
- Kontrastmittel
- Medikamente (z. B. Acetylsalicylsäure)
- Milchzucker (Laktose)
- Nahrungs- und Genussmittel mit hohem Histamingehalt
- Narkosemittel

## Allergenfreie Stoffe
Garantiert keine Allergien lösen aus:
- sauberes Wasser
- kleinkettige Zucker
- Aminosäurelösungen
- Fette
- Luft im Gebirge über ca. 2000 m Meereshöhe (pollenfrei)
- nicht iodiertes Speisesalz (es ist umstritten, ob Iodunverträglichkeit eine Allergie darstellt)
- Mineralsalze
- gereinigte Vitamine

Bei Arbeitern, die mit Vitamin B1 Umgang haben, sind Allergien beschrieben.
Auf die Anwendung von Vitamin B12 sind bei Patienten Soforttyp-Allergien und Allergien vom verzögerten Typ beschrieben. Auch Vitamin E, INCI Tocopherol, kann in kosmetischen Produkten (hier als Antioxidans eingesetzt) Allergien auslösen. Allerdings sind diese Allergien nicht häufig.